# Краљов Брод
Краљов Брод (слч. Kráľov Brod) насељено је мјесто са административним статусом сеоске општине (слч. obec) у округу Галанта, у Трнавском крају, Словачка Република.

## Становништво
| Година:    | 1994. | 2004.   | 2014.   | 2024.   |
| ---------- | ----- | ------- | ------- | ------- |
| Број људи: | 1169  | 1167    | 1122    | 1059    |
| Разлика:   |       | -0,17 % | -3,85 % | -5,61 % |

| Година:    | 2023. | 2024.   |
| ---------- | ----- | ------- |
| Број људи: | 1066  | 1059    |
| Разлика:   |       | -0,65 % |

Према подацима о броју становника из 2011. године насеље је имало 1.153 становника.